# Ranitidine
Ranitidine remt de productie van maagzuur en pepsine. 
De stof is opgenomen in de lijst van essentiële geneesmiddelen van de WHO. In België en Nederland is het echter sinds september 2019 uit de handel genomen wegens geringe aanwezigheid van de onzuiverheid N-nitrosodimethylamine (NDMA).

## Werking
Het geneesmiddel behoort tot de groep H2-receptorantagonisten.

## Indicaties
Het wordt gebruikt bij
- Brandend maagzuur
- Refluxoesofagitis
- Maag- en darmzweer

## Mogelijke nevenwerkingen
Bij minder dan 5% treden nevenwerkingen op. De meest voorkomende zijn:
- Hoofdpijn
- Moeheid
- Huideruptie
- Spierpijn
- Mentale verwardheid (vooral bij hoge doses, bij bejaarden of bij nierinsufficiëntie)
- Bradycardie en hypotensie (bij intraveneuze toediening)
- Interstitiële nefritis en hepatitis (zelden)

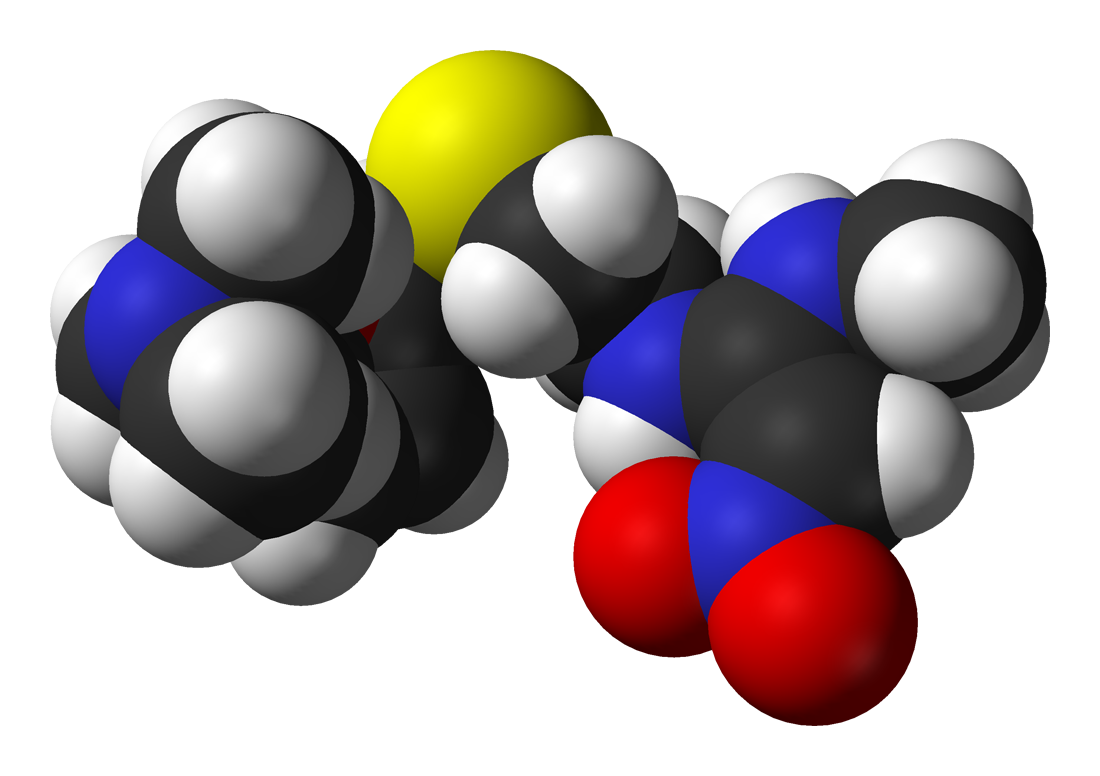
Molecuulmodel van ranitidine (C_{13}H_{22}N_{4}O_{3}S)

- Reversibele gynaecomastie
- Impotentie (zelden)